# Castillo De Butrón
Castillo De Butrón är ett slott i Spanien.   Det ligger i provinsen Bizkaia och regionen Baskien, i den norra delen av landet, 300 km norr om huvudstaden Madrid. Castillo De Butrón ligger 18 meter över havet.
Terrängen runt Castillo De Butrón är kuperad österut, men västerut är den platt. Runt Castillo De Butrón är det ganska tätbefolkat, med 248 invånare per kvadratkilometer. Närmaste större samhälle är Bilbao, 12,1 km söder om Castillo De Butrón. Omgivningarna runt Castillo De Butrón är en mosaik av jordbruksmark och naturlig växtlighet.